# Мордовин, Павел Александрович

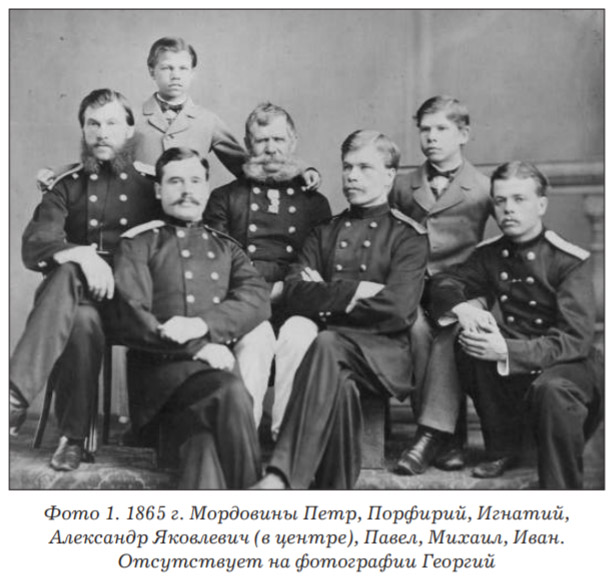
Военная династия Мордовиных

Павел Александрович Мордовин (27 июня 1842, Архангельская губерния — 6 ноября 1907, Санкт-Петербург) — русский морской офицер, генерал-майор.

## Биография
Родился 27 июня 1842 года в семье морского офицера Александра Яковлевича Мордовина. В семье было семеро сыновей: Петр, Иван, Павел, Игнатий, Михаил, Порфирий и Георгий, многие из которых также стали военными. Павел родился во втором браке Александра Яковлевича за Третьяковой Екатериной Ивановной. В этом же браке родились сёстры Ираида и Лукия.
В 1862 году окончил штурманское училище в Кронштадте, получив звание кондуктора Корпуса флотских штурманов. Затем участвовал в заграничном походе к берегам Америки на клипере «Алмаз» в составе эскадры контр-адмирала С. С. Лесовского. В 1864 году был произведён в прапорщики и переведён в распоряжение Гидрографического департамента Морского министерства. В 1871 году был прикомандирован к Канцелярии Морского министерства и позже стал заведующим военно-морским отделением Канцелярии.
В 1874 году в качестве делегата Морского ведомства П. А. Мордовин был командирован в Париж на Гидрографическую выставку. В 1885 году, будучи уже капитаном 2-го ранга, представил начальству записку «О необходимости учреждения военно-морского агентства в Соединенных штатах Северной Америки». Затем состоял морским агентом в Англии. В 1889 году Мордовин был членом ликвидационной комиссии по делам Балтийского судостроительного общества. В 1894—1899 годах в чине подполковника являлся редактором журнала «Морской сборник», был автором многих научных трудов по гидрографии и военно-морской тематике, входил в состав Главного морского штаба Морского министерства. В 1899 году Павел Александрович был произведен в генерал-майоры Морского ведомства и уволен в отставку по предельному возрасту.
П. А. Мордовин был дважды женат, в первом браке у него родилось три сына и дочь. Все три сына стали военными: Константин Павлович Мордовин — состоял на службе в Морском ведомстве, другие два — в Сухопутном ведомстве.
Умер 6 ноября 1907 года в Санкт-Петербурге и был похоронен на Смоленском православном кладбище города.
В РГАВМФ имеются документы, относящиеся к П. А. Мордовину (Ф. 417. Оп. 4. Д. 3783. Л. 5).